# Dreiband-Weltmeisterschaft 1984

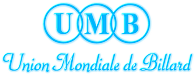
Logo UMB (ausrichtender Verband)

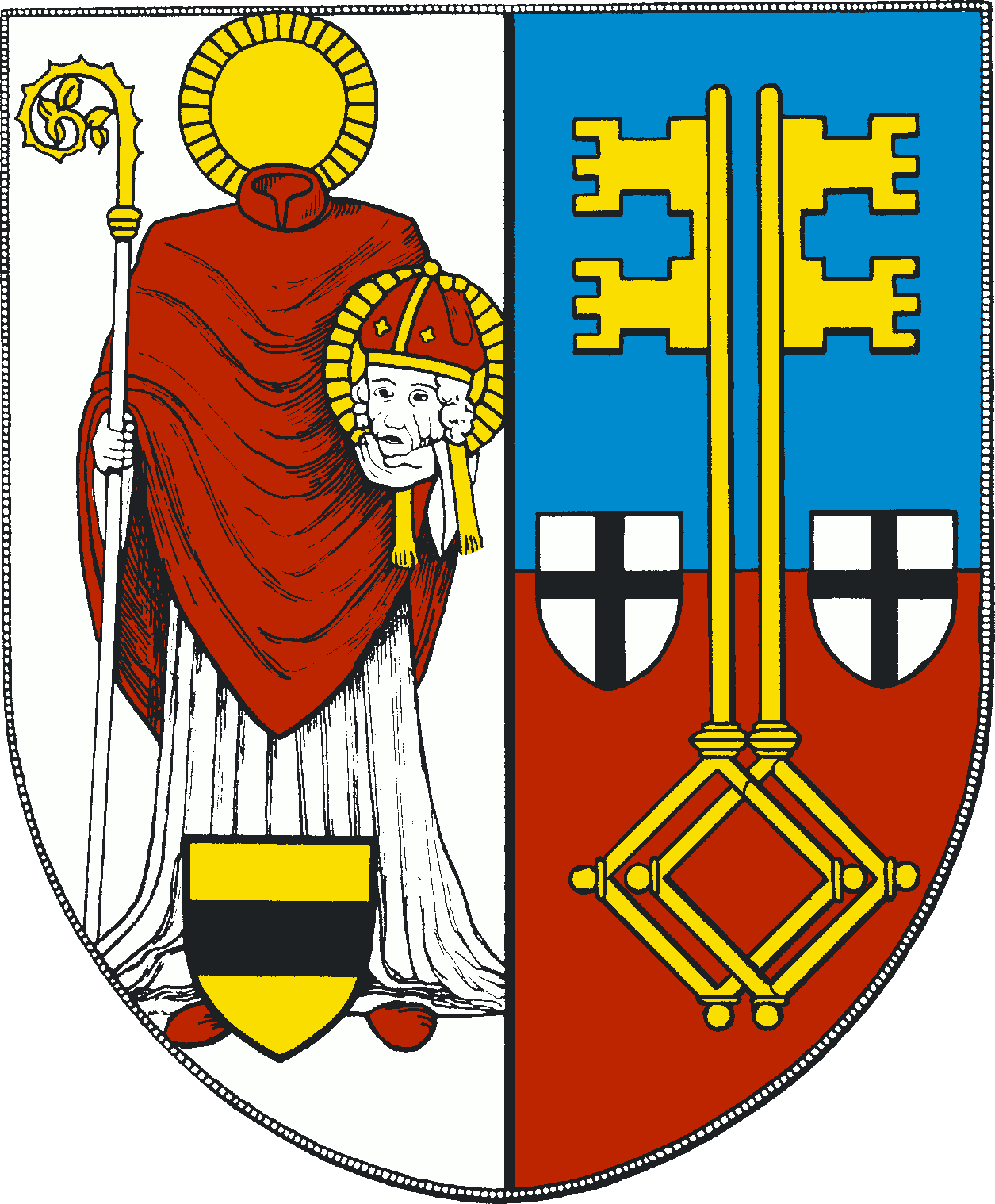
Veranstaltungsort: Krefeld

Die Dreiband-Weltmeisterschaft 1984 war das 39. Turnier in dieser Disziplin des Karambolagebillards und fand vom 27. bis 29. April 1984 in Krefeld statt. Es war die vierte Dreiband-WM in Deutschland.

## Geschichte
Der Japaner Nobuaki Kobayashi sicherte sich den zweiten WM-Titel. Im Halbfinale bezwang er seinen Dauerrivalen Raymond Ceulemans mit 60:42 in 42 Aufnahmen. In der mit 1.500 Zuschauern voll besetzten Glockenspitz-Halle konnte Kobayashi im Finale auch den zweiten Belgier Ludo Dielis sicher mit 60:49 in ebenfalls 42 Aufnahmen bezwingen. Für den Deutschen Meister Dieter Müller begann das Turnier gut mit einem Unentschieden gegen den Titelverteidiger Ceulemans. Eine nicht zu erwartende Niederlage gegen den Peruaner Adolfo Suárez versperrte ihm aber den Einzug ins Halbfinale. Somit gewann er das Spiel um Platz fünf gegen den Argentinier Luis Doyharzabal. Für den zweiten deutschen Teilnehmer Günter Siebert lief das Turnier enttäuschend. Am Ende wurde es nur der zehnte Platz.

## Modus
Gespielt wurde in der Gruppenphase, 3 Gruppen à 4 Spieler, „Jeder gegen Jeden“ bis 60 Punkte. Die drei Gruppensieger und der beste Gruppenzweite kamen im Halbfinale. Die Halbfinalsieger waren im Finale. Alle Plätze bis Platz zwölf wurden ausgespielt. Ab Halbfinale und Platzausspielung wurde ohne Nachstoß gespielt.

## Vorrunde
| Abschlusstabelle Gruppe A  | Abschlusstabelle Gruppe A | Abschlusstabelle Gruppe A | Abschlusstabelle Gruppe A | Abschlusstabelle Gruppe A | Abschlusstabelle Gruppe A | Abschlusstabelle Gruppe A | Abschlusstabelle Gruppe A |
| Platz                      | Name                      | MP                        | Pkte.                     | Aufn.                     | GD                        | BED                       | HS                        |
| -------------------------- | ------------------------- | ------------------------- | ------------------------- | ------------------------- | ------------------------- | ------------------------- | ------------------------- |
| 1                          | Raymond Ceulemans         | 5:1                       | 180                       | 166                       | 1,084                     | 1,395                     | 8                         |
| 2                          | Dieter Müller             | 3:3                       | 175                       | 200                       | 0,875                     | 0,895                     | 5                         |
| 3                          | Adolfo Suárez             | 2:6                       | 142                       | 165                       | 0,860                     | 0,937                     | 8                         |
| 4                          | Allen Gilbert             | 2:6                       | 133                       | 157                       | 0,847                     | 1,333                     | 9                         |
| Gruppendurchschnitt: 0,915 |                           |                           |                           |                           |                           |                           |                           |

| Abschlusstabelle Gruppe B  | Abschlusstabelle Gruppe B | Abschlusstabelle Gruppe B | Abschlusstabelle Gruppe B | Abschlusstabelle Gruppe B | Abschlusstabelle Gruppe B | Abschlusstabelle Gruppe B | Abschlusstabelle Gruppe B |
| Platz                      | Name                      | MP                        | Pkte.                     | Aufn.                     | GD                        | BED                       | HS                        |
| -------------------------- | ------------------------- | ------------------------- | ------------------------- | ------------------------- | ------------------------- | ------------------------- | ------------------------- |
| 1                          | Nobuaki Kobayashi         | 6:0                       | 180                       | 132                       | 1,363                     | 1,666                     | 9                         |
| 2                          | Rini van Bracht           | 4:2                       | 169                       | 145                       | 1,165                     | 1,578                     | 7                         |
| 3                          | Egidio Vierat             | 2:4                       | 135                       | 158                       | 0,854                     | 0,937                     | 7                         |
| 4                          | George Ashby              | 0:6                       | 114                       | 149                       | 0,765                     | –                         | 6                         |
| Gruppendurchschnitt: 1,023 |                           |                           |                           |                           |                           |                           |                           |

| Abschlusstabelle Gruppe C  | Abschlusstabelle Gruppe C | Abschlusstabelle Gruppe C | Abschlusstabelle Gruppe C | Abschlusstabelle Gruppe C | Abschlusstabelle Gruppe C | Abschlusstabelle Gruppe C | Abschlusstabelle Gruppe C |
| Platz                      | Name                      | MP                        | Pkte.                     | Aufn.                     | GD                        | BED                       | HS                        |
| -------------------------- | ------------------------- | ------------------------- | ------------------------- | ------------------------- | ------------------------- | ------------------------- | ------------------------- |
| 1                          | Ludo Dielis               | 6:0                       | 180                       | 128                       | 1,406                     | 2,000                     | 12                        |
| 2                          | Luis Doyharzabal          | 3:3                       | 151                       | 178                       | 0,848                     | 0,882                     | 7                         |
| 3                          | Günter Siebert            | 2:4                       | 150                       | 185                       | 0,810                     | 1,090                     | 6                         |
| 4                          | Yoshio Yoshihara          | 1:5                       | 147                       | 153                       | 0,960                     | 0,882                     | 7                         |
| Gruppendurchschnitt: 0,975 |                           |                           |                           |                           |                           |                           |                           |

## Finalrunde
Die Ergebnisse werden wie folgt angezeigt: MP/Punkte/Aufnahmen/Höchstserie

### Platz 1–4
|  | Halbfinale 60 Punkte       | Halbfinale 60 Punkte |                   |            | Finale 60 Punkte | Finale 60 Punkte |
|  |                            |                      |                   |            |                  |                  |
|  | Nobuaki Kobayashi          | 2/60/42/7            |                   |            |                  |                  |
|  | Raymond Ceulemans          | 0/42/41/4            |                   |            |                  |                  |
|  | 29. April 1984             |                      |                   |            |                  |                  |
|  |                            |                      | 29. April 1984    |            |                  |                  |
|  | Ludo Dielis                | 0/49/42/5            |                   |            |                  |                  |
|  |                            | Nobuaki Kobayashi    | 2/60/42/10        |            |                  |                  |
|  |                            |                      |                   |            |                  |                  |
|  | Spiel um Platz 3 60 Punkte |                      |                   |            |                  |                  |
|  | 29. April 1984             | 29. April 1984       | Raymond Ceulemans | 2/60/38/10 |                  |                  |
|  | Ludo Dielis                | 2/60/56/4            | Rini van Bracht   | 0/47/37/6  |                  |                  |
|  | Rini van Bracht            | 0/59/55/6            |                   |            | 29. April 1984   | 29. April 1984   |

### Platzierungsspiele 5–12
| Platz             | Name             | MP  | Pkte | Aufn. | GD    | BED   | HS |
| ----------------- | ---------------- | --- | ---- | ----- | ----- | ----- | -- |
| Spiel um Platz 11 |                  |     |      |       |       |       |    |
| 11                | Yoshio Yoshihara | 2:0 | 60   | 55    | 1,090 | 1,090 | 7  |
| 12                | George Ashby     | 0:2 | 26   | 54    | 0,481 | –     | 2  |
| Spiel um Platz 9  |                  |     |      |       |       |       |    |
| 9                 | Allen Gilbert    | 2:0 | 60   | 74    | 0,810 | 0,810 | 6  |
| 10                | Günter Siebert   | 0:2 | 51   | 74    | 0,689 | –     | 5  |
| Spiel um Platz 7  |                  |     |      |       |       |       |    |
| 7                 | Egidio Vierat    | 2:0 | 60   | 66    | 0,909 | 0,909 | 6  |
| 8                 | Adolfo Suárez    | 0:2 | 31   | 65    | 0,476 | –     | 5  |
| Spiel um Platz 5  |                  |     |      |       |       |       |    |
| 5                 | Dieter Müller    | 2:0 | 60   | 71    | 0,845 | 0,845 | 4  |
| 6                 | Luis Doyharzabal | 0:2 | 58   | 71    | 0,816 | –     | 8  |

## Abschlusstabelle
| MP    | Match Points (Sieger = 2; Unentschieden = 1; Verlierer = 0) |
| Pkte. | Erzielte Karambolagen                                       |
| Aufn. | Benötigte Versuche                                          |
| GD    | Generaldurchschnitt                                         |
| BED   | Bester Einzeldurchschnitt eines Spielers                    |
| HS    | Höchstserie                                                 |
|       | Bester GD des Turniers                                      |
|       | Bester ED des Turniers                                      |
|       | Beste HS des Turniers                                       |
|       | 1. Platz (Gold)                                             |
|       | 2. Platz (Silber)                                           |
|       | 3. Platz (Bronze)                                           |

| Platz                      | Name              | MP   | Pkte. | Aufn. | GD    | BED   | HS |
| -------------------------- | ----------------- | ---- | ----- | ----- | ----- | ----- | -- |
| 1                          | Nobuaki Kobayashi | 10:0 | 300   | 216   | 1,388 | 1,666 | 10 |
| 2                          | Ludo Dielis       | 8:2  | 289   | 226   | 1,278 | 2,000 | 12 |
| 3                          | Raymond Ceulemans | 7:3  | 282   | 245   | 1,151 | 1,578 | 10 |
| 4                          | Rini van Bracht   | 4:6  | 275   | 237   | 1,160 | 1,578 | 7  |
| 5                          | Dieter Müller     | 5:3  | 235   | 271   | 0,867 | 0,895 | 5  |
| 6                          | Luis Doyharzabal  | 3:5  | 209   | 249   | 0,839 | 0,882 | 8  |
| 7                          | Egidio Vierat     | 4:4  | 195   | 224   | 0,870 | 0,937 | 7  |
| 8                          | Adolfo Suárez     | 2:6  | 173   | 230   | 0,752 | 0,937 | 8  |
| 9                          | Allen Gilbert     | 4:4  | 193   | 231   | 0,835 | 1,333 | 9  |
| 10                         | Günter Siebert    | 2:6  | 201   | 259   | 0,776 | 1,090 | 6  |
| 11                         | Yoshio Yoshihara  | 3:5  | 207   | 208   | 0,995 | 1,090 | 7  |
| 12                         | George Ashby      | 0:8  | 140   | 203   | 0,689 | –     | 6  |
| Turnierdurchschnitt: 0,964 |                   |      |       |       |       |       |    |